# Spitzmauer
Spitzmauer er et bjerg i Totes Gebirge beliggende i den østrigske delstat Oberösterreich. Bjerget er 2.446 m højt og ligger i kommunen Hinterstoder, hvorfra bjerget også kan bestiges. Spitzmauer ligger omkring 2 km syd for det godt 50 m højere bjerg Großer Priel.
Spitzmauer bestiges fra Hinterstoder over Prielschutzhaus, hvorfra man skal overvinde 1.850 meter.